# Rallye Griechenland 1976
Die 23. Rallye Griechenland (auch Rallye Acropolis genannt) war der 5. Lauf zur Rallye-Weltmeisterschaft 1976. Sie fand vom 22. bis zum 28. Mai in der Region von Athen statt. Von den geplanten 51 Wertungsprüfungen wurden fünf abgesagt.

## Klassifikationen

### Endergebnis
| Rang | Fahrer                | Co-Pilot              | Auto                     | Zeit (Std./Min./Sek.) | Rückstand Sieger (Std./Min./Sek.) Rückstand V (Std./Min./Sek.) |
| ---- | --------------------- | --------------------- | ------------------------ | --------------------- | -------------------------------------------------------------- |
| 1    | Harry Källström       | Claes-Göran Andersson | Datsun Violet 160J       | 08:43:14              | 0:00:00                                                        |
| 2    | Tasos Livieratos      | Miltos Andriopoulos   | Alpine-Renault A110 1800 | 08:48:38              | 0:05:24                                                        |
| 3    | Shekhar Mehta         | Henry Liddon          | Datsun 160J              | 09:09:53              | 0:26:39 0:21:05                                                |
| 4    | Iórgos Moschous       | Dimítris Arvanitakis  | Alfa Romeo Alfetta GT    | 09:32:23              | 0:49:09 0:22:40                                                |
| 5    | Klaus Russling        | Manfred Essig         | Opel Ascona 1.9 SR       | 09:52:18              | 1:09:04 0:19:55                                                |
| 6    | Stasys Brundza        | Arvydas Girdauskas    | Lada 1600                | 09:54:16              | 1:11:02 0:01:58                                                |
| 7    | Ioánnis Papadamandiou | Kóstas Tsavos         | BMW 2002 ti              | 10:41:57              | 1:58:43 0:47:41                                                |
| 8    | Leo Schirnhofer       | Harald Gottlieb       | Volkswagen Käfer 1303S   | 10:42:50              | 1:59:36 0:00:53                                                |
| 9    | Horst Rausch          | Jutta Fellbaum        | BMW 2002 tii             | 10:46:19              | 2:03:05 0:03:29                                                |
| 10   | Horst Niebergall      | Bernd Fromann         | Wartburg 353             | 11:31:52              | 2:14:30 0:11:25                                                |

Insgesamt wurden 34 von 126 gemeldeten Fahrzeuge klassiert:

### Herstellerwertung
| Pos. | Team       | Punkte |
| ---- | ---------- | ------ |
| 1    | Lancia     | 50     |
| 2    | Opel       | 42     |
| 3    | Datsun     | 30     |
| 4    | Mitsubishi | 20     |
| 5    | Saab       | 20     |

Die Fahrer-Weltmeisterschaft wurde erst ab 1979 ausgeschrieben.